# Don Elliott
Don Elliott Helfman (Somerville, 21 ottobre 1926 – Weston, 5 luglio 1984) è stato un trombettista, vibrafonista, cantante e mellofonista statunitense.

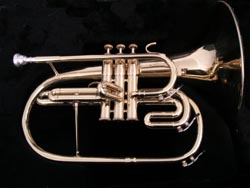
Il Mellofono, che Don Elliott ha introdotto per primo nel jazz

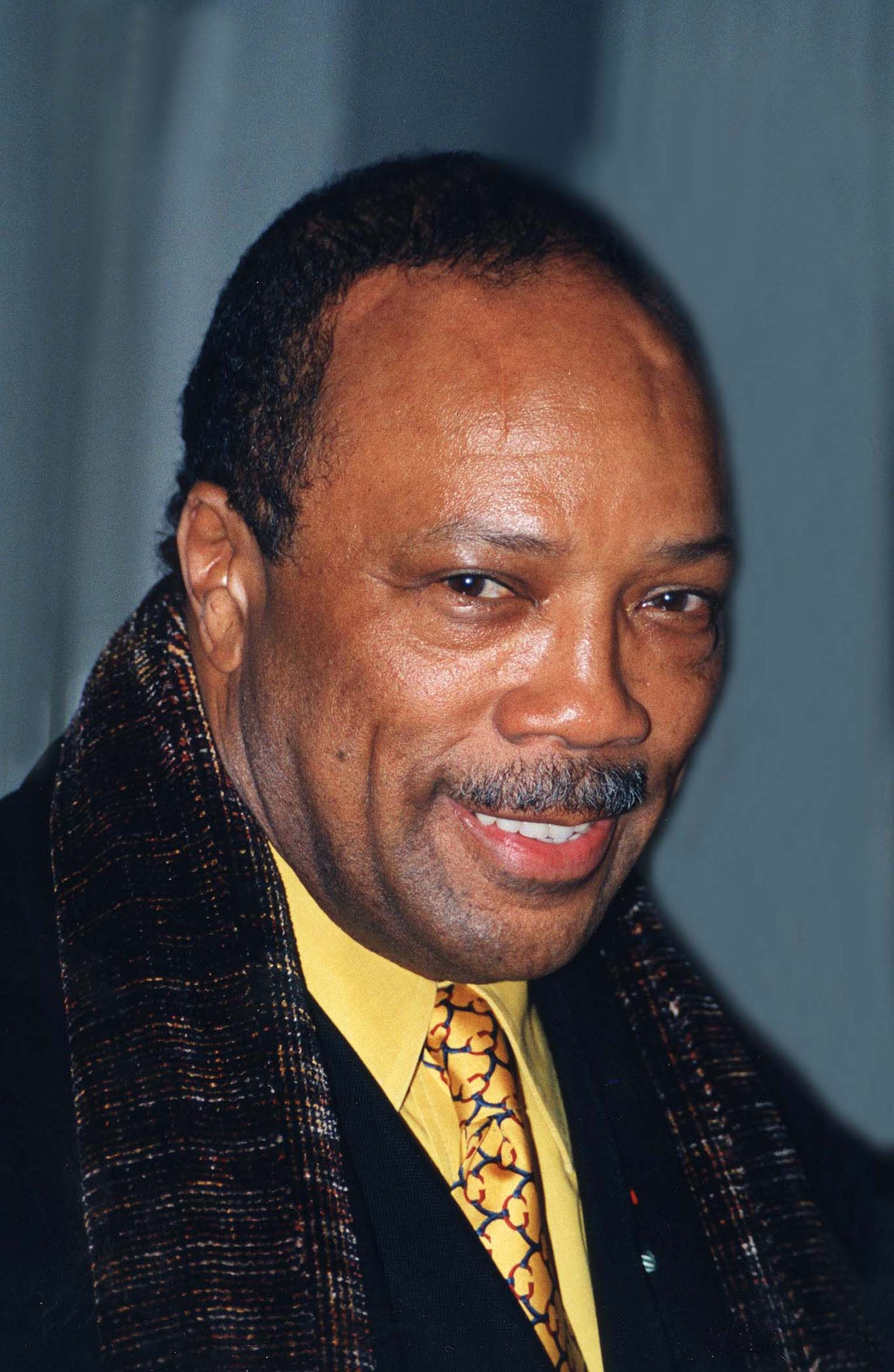
Don Elliott collaborò con Quincy Jones alla realizzazione di numerose musiche da film

Il suo album Calypso Jazz è considerato uno degli album più rilevanti del genere calypso jazz.
Elliott ha registrato durante la sua carriera 60 album e 5.000 jingle pubblicitari. Oltre a numerosi album da leader, ha registrato come sideman (tra i tanti) con Benny Goodman, Teddy Wilson, George Shearing, Louie Bellson, Quincy Jones, Bill Evans, Art Farmer, Michel Legrand, Paul Desmond, Dave Grusin.
L'attività di Elliott è stata per lungo tempo associata a Quincy Jones, con il quale ha contribuito come strumentista e vocalist alla realizzazione delle colonne sonore dei film The Pawnbroker (1962), Walk, Don't Run (1966), In the Heat of the Night (1967), Dollar$ (1971), The Hot Rock (1972) e Getaway! (1972). Elliot ha inoltre composto la colonna sonora di The Happy Hooker, con protagonista Lynn Redgrave.
Nel 1953 stato il primo strumentista a introdurre nel jazz il mellofono e per sette anni è stato tra i vincitori del Premio annuale istituito dalla rivista DownBeat nella categoria miscellaneous instruments.
Elliott ha gestito e ha lavorato in uno dei primi studi di registrazione multitracce (fu tra i pionieri di questa innovativa tecnica di registrazione) a New York e a Weston (Connecticut), dove è deceduto a causa di un tumore nel 1984.

## Discografia (parziale)

### Da leader
- 1954 - Vibrations
- 1954 - Doubles in Brass
- 1954 - The Don Elliott Quintet
- 1955 - Mellophone
- 1955 - Don Elliott Sings
- 1955 - Counterpoint for Six Valve], con Rusty Dedrick
- 1956 - The Bob Corwin Quartet featuring the Trumpet of Don Elliott
- 1956 - A Musical Offering
- 1956 - Don Elliott at the Modern Jazz Room
- 1957 - Eddie Costa, Mat Mathews & Don Elliott at Newport
- 1957 - The Voices of Don Elliott
- 1957 - Music for the Sensational Sixties
- 1958 - Jamaica Jazz
- 1958 - The Mello Sound
- 1959 - The Nutty Squirrels, con Alexander "Sascha" Burland
- 1962 - Love is a Necessary Evil
- 1975 - Rejuvenation